# Wiesbauer (Unternehmen)
Wiesbauer ist ein österreichischer Wursthersteller mit Unternehmenssitz in Wien-Inzersdorf.

## Geschichte
Die Firma Wiesbauer wurde 1931 von Franz Wiesbauer in Wien gegründet. Die erste Produktionsstätte befand sich in Fünfhaus. Bald wurde der Standort nach Ottakring übersiedelt, wo die „Bergsteiger“-Wurst erfunden wurde. Im Jahr 1940 wurde der Unternehmenssitz nach Hietzing verlegt. Nach dem Tod des Firmengründers übernahm seine Witwe Maria Wiesbauer die Geschäftsführung. Sie etablierte die Dauerwurst Bergsteiger Mitte der 1980er Jahre in Österreich und ab 1986 die Lizenzerzeugung in Deutschland als Wiesbauer-Salami.
Im Jahr 1988 holte Maria Wiesbauer Karl Schmiedbauer, der 1976 als Assistent der Geschäftsführung ins Unternehmen eingetreten war, in die Geschäftsführung. Von 1993 bis 1995 baute man in Wien-Inzersdorf neu, die Investitionen beliefen sich auf rund 420 Millionen Schilling (rund 30,4 Millionen Euro). Wiesbauer kaufte 1994 einen Betrieb in Ungarn, der den Namen Wiesbauer-Dunahús erhielt, und baute 1997/1998 eine neue Produktionshalle in Ungarn. Das Unternehmen übernahm 2003 die Teufner GmbH, die zunächst unter dem Namen Teufner Fleischspezialitäten weitergeführt wurde und 2008 in Wiesbauer Gourmet Gastro GmbH umbenannt wurde. Am 13. Mai 2003 starb Maria Wiesbauer im Alter von 91 Jahren.
Wiesbauer sponsert seit mehreren Jahren die Österreich-Rundfahrt. Der Gemeinderat von Prägraten am Großvenediger, seit 2006 Etappenziel der Rundfahrt, benannte zu Ehren des Firmengründers Franz Wiesbauer den Mullwitzkogel in Wiesbauerspitze um.

## Unternehmensgruppe
Kern der Wiesbauer-Gruppe ist das Unternehmen Wiesbauer Österreich. Es verfügt über 485 Mitarbeiter und erreichte 2011 einen Umsatz von 85 Millionen Euro. Der Absatz an Wurst und Fleischwaren betrug 2011 rund 12.000 Tonnen, wobei der Schwerpunkt in der Produktion von rund 80 österreichischen Wurstspezialitäten lag. Wiesbauer Österreich erzeugte auch Schinkenprodukte; deren Absatz erfolgte zu rund 50 Prozent über den Groß- und Einzelhandel, weitere 50 Prozent gingen in den Export. Des Weiteren zählen seit 1994 Wiesbauer-Dunahús in Gönyü, Ungarn, und Wiesbauer Gourmet Gastro GmbH – das Gastro-Unternehmen von Wiesbauer in Sitzenberg-Reidling zur Unternehmensgruppe. Wiesbauer-Dunahús beschäftigt 80 Mitarbeiter und setzte mit einem Absatz von 1500 Tonnen im Jahr 2011 rund 10 Millionen Euro um. Die Wiesbauer Gourmet Gastro GmbH produzierte 2011 mit 115 Mitarbeitern einen Absatz von 7000 Tonnen und erzielte dabei einen Umsatz von 45 Millionen Euro. Des Weiteren gehören die Vertriebsbüros von Wiesbauer Deutschland und Wiesbauer posredovanje d.o.o. in Slowenien für den südosteuropäischen Markt sowie drei Filialen in Wien zur Unternehmensgruppe.